# 马白镇
马白镇，是中华人民共和国云南省文山壮族苗族自治州马关县下辖的一个乡镇级行政单位。

## 行政区划
马白镇下辖以下地区：
板子街社区、兴隆街社区、塘子边社区、海子边社区、马鞍山村、花枝格村、雨波村、文华村、沙尾冲村、下寨村、马洒村、方山村、腰棚新寨村和马尾冲村。

## 中国传统村落
2013年8月，马洒村被评为第二批中国传统村落。